# Aspen (tidskrift)
Aspen var en konstpublikation utgiven av Phyllis Johnson som gavs ut oregelbundet mellan åren 1965 och 1971.
Publikationen beskrevs av Johnson som "den första tredimensionella tidskriften", och varje utgåva, innefattad i en unik låda eller dylikt, var fylld av material som mindre publikationer, flexidisc-skivor, affischer, vykort, och super-8 filmer. Många av dåtidens stora konstnärer, musiker, kritiker och teoretiker i Nordamerika och Storbritannien bjöds in som redaktörer eller för att bidra med material. Exempelvis formgavs de tredje numret, som kom ut i december 1966, av Andy Warhol och David Dalton. Numret innehöll bland annat en blädderbok baserad på Warhols film "Kiss" och en flexidisc med John Cale från Velvet Underground. Nummer fyra formgavs av Quentin Fiore och presenterade den kanadensiska teoretikern Marshall McLuhan idéer. Andra nummer omfattade essäer av Roland Barthes och Susan Sontag, en pappskulptur i flera delar av Tony Smith, inspelningar med John Cage, Morton Feldman och La Monte Young, filmer av Robert Rauschenberg och Hans Richter, en inspelning med Yoko Ono och John Lennon, och en förstudie till J. G. Ballards roman  Crash. Det tionde numret var tillägnat asiatisk konst och filosofi, publicerades 1971, och blev det sista numret av tidskriften. 